# Oak Ridge (Tennessee)
Oak Ridge – miasto w stanie Tennessee, w hrabstwie Roane, wybudowane w 1942 r. jako centrum badań nuklearnych i produkcji materiałów rozszczepialnych. Oddalenie od innych ośrodków, a jednocześnie bliskość wody oraz dobre połączenia komunikacyjno-transportowe tworzyły dogodne warunki do prowadzenia badań oraz produkcji materiałów rozszczepialnych. Do 1947 r. obszar miasta zamieszkanego przez 75 000 ludzi otaczały wysokie płoty.
W mieście rozwinął się przemysł jądrowy, elektroniczny oraz maszynowy.

## Miasta partnerskie
- Obnińsk, Naka